# Johannes Vögelin
Johannes Vögelin (* vor 1500 in Heilbronn; † 1549 in Wien) war Lehrer an der Augsburger Domschule und ab 1528 Professor für Mathematik und Astronomie in Wien.

## Leben
Er immatrikulierte sich 1505 an der Universität Heidelberg, war 1506 Bakkalaureat und 1508 Magister. 1516 war er Schulmeister an der Domschule in Augsburg, später Domprediger. 1525 kam er als Mathematiklehrer an die Bürgerschule zu St. Stephan in Wien, 1528 wurde er außerdem – als Nachfolger von Georg Tannstetter – Professor für Mathematik, Astronomie, Astrologie und Geographie an der Universität Wien. 1537 wird er im zweiten, die Wiener Universität betreffenden Reformgesetz von König Ferdinand I. namentlich genannt: Neben dem Primus Mathematicus (das war derjenige, der Mathematik im engeren Sinn zu lehren hatte, nämlich Arithmetik, Geometrie und Musik): „der annder Mathematicus (darzue der Vogele verordent ist)“ – er sollte vor allem Astronomie unterrichten, aber auch Geographie und Astrologie. Er gilt als letzter Vertreter der zweiten Wiener Mathematiker- und Astronomenschule.
Er verfasste 1528 das später mehrfach aufgelegte Mathematik-Lehrbuch Elementale geometricum ex Euclidis Geometria …, 1529 eine kommentierte Ausgabe der Sphärik von Theodosius. Außerdem war er Verfasser mehrerer Schriften über Himmelskunde und vor allem Kometen (1532). Darin erörterte er – anlässlich der Kometen-Erscheinung 1532 – die Frage, was ein Komet eigentlich sei. Dabei nannte er drei tradierte Auffassungen („Ich finde durch fleißige Lesung der Alten drei vortreffliche Meinungen über den Ursprung der Kometen.“): Erstens die meteorologische (nach Aristoteles: Kometen als irdische Ausdünstungen), zweitens die astronomische (nach Seneca: Kometen als nur zeitweise sichtbare planetenartige Himmelskörper), und drittens die theologische (nach Johannes Damascenus: Kometen als von Gott nur für bestimmte Zeit erschaffene Warnzeichen) (auf Seiten A1v–2v). Vögelin schloss sich der dritten Ansicht an; gegen die anderen beiden Ansichten hatte er logische und empirische Bedenken, und bei der dritten Ansicht stimmten die Eigenschaften des Kometen sowie verschiedene irdische Ereignisse mit einem Ausspruch aus der Apokalypse des Johannes überein. Daraus schloss Vögelin, dass die Zeit für das Gericht über die Hure Babylon – worin er die türkische Macht sah – kurz bevorstehe (Seite B3r-4r).
Vögelins Forschungen und Beobachtungen wurden unter anderem von Thaddaeus Hagecius und Tycho Brahe aufgegriffen. Sebastian Solidus schrieb nach Vögelins Tod eine Trauerelegie auf ihn.

## Werke
- Von der Bedeutung und Auslegung des Cometen, der 1532 erschienen ist. o. O. o. J. [1532]
- Practica zu Wienn anno 1534 [wohl schon 1533 erschienen]